# Berg-sur-Moselle
Berg-sur-Moselle é uma comuna francesa na região administrativa de Grande Leste, no departamento de Mosela. Estende-se por uma área de 2,91 km². Em 2010 a comuna tinha 445 habitantes (densidade: 152,9 hab./km²).